# Greatest Hits, Vol. 1 (álbum de Rod Stewart)
Greatest Hits, Vol. 1 es un álbum recopilatorio del cantante británico de rock Rod Stewart, publicado en 1979 a través de Warner Bros. Records. Incluye sus mayores éxitos desde el disco Every Picture Tells a Story de 1971 a Blondes Have More Fun de 1978. Alcanzó el puesto 22 en los Estados Unidos y el primer lugar en la lista británica UK Albums Chart.
Hasta hoy en día es su recopilatorio más vendido en los Estados Unidos con más de 3 millones de copias, equivalente a triple disco de platino. A su vez ha sido certificado con varios discos de oro y de platino en algunos países de Europa como es el caso del Reino Unido, donde en el mismo año recibió disco de platino por vender más de 300 000 copias.

## Lista de canciones
| N.º | Título                                   | Duración |  |
| 1.  | «Hot Legs»                               | 4:14     |  |
| 2.  | «Maggie May»                             | 4:56     |  |
| 3.  | «Da Ya Think I'm Sexy?»                  | 5:27     |  |
| 4.  | «You're in My Heart (The Final Acclaim)» | 4:28     |  |
| 5.  | «Sailing»                                | 4:21     |  |
| 6.  | «I Don't Want to Talk About It»          | 4:21     |  |
| 7.  | «Tonight's the Night (Gonna Be Alright)» | 3:34     |  |
| 8.  | «The Killing of George, Part. I and II»  | 6:27     |  |
| 9.  | «The First Cut is the Deepest»           | 3:52     |  |
| 10. | «I Was Only Joking»                      | 6:04     |  |

## Posicionamiento en listas
| País           | Lista             | Posición |
| -------------- | ----------------- | -------- |
| Reino Unido    | UK Albums Chart   | 1        |
| Nueva Zelanda  | RIANZ Charts      | 1        |
| Austria        | Ö3 Austria Top 40 | 17       |
| Estados Unidos | Billboard 200     | 22       |
| Países Bajos   | MegaCharts        | 23       |
| Suecia         | Sverigetopplistan | 27       |
| Noruega        | VG-lista          | 29       |

## Certificaciones
| País           | Organismo certificador | Certificación     | Ventas certificadas | Ref.   |
| -------------- | ---------------------- | ----------------- | ------------------- | ------ |
| Estados Unidos | RIAA                   | 3x Triple platino | 3 000               | [ 4 ]  |
| Canadá         | CRIA                   | 2x Doble platino  | 200 000             | [ 11 ] |
| Reino Unido    | BPI                    | Platino           | 300 000             | [ 5 ]  |
| Hong Kong      | IFPI - Hong Kong       | Platino           | 15 000              | [ 12 ] |
| Alemania       | BVMI                   | Oro               | 250 000             | [ 13 ] |
| Suiza          | IFPI - Suiza           | Oro               | 25 000              | [ 14 ] |